# Museu Aga Khan
O Museu Aga Khan (em francês: Musée Aga Khan) é um museu de arte islâmica, arte iraniana (persa) e cultura muçulmana no distrito de North York, em Toronto, Ontário, Canadá. O museu é uma iniciativa do Fundo de Cultura Aga Khan, uma agência da Rede para o Desenvolvimento Aga Khan, albergando coleções de arte e herança islâmica que incluem artefatos das coleções particulares de Sua Alteza o Aga Khan, do Instituto de Estudos Ismaelitas em Londres, e do Príncipe e Princesa Sadruddin Aga Khan, enquanto contribuições artísticas, intelectuais e científicas das civilizações muçulmanas.

## História

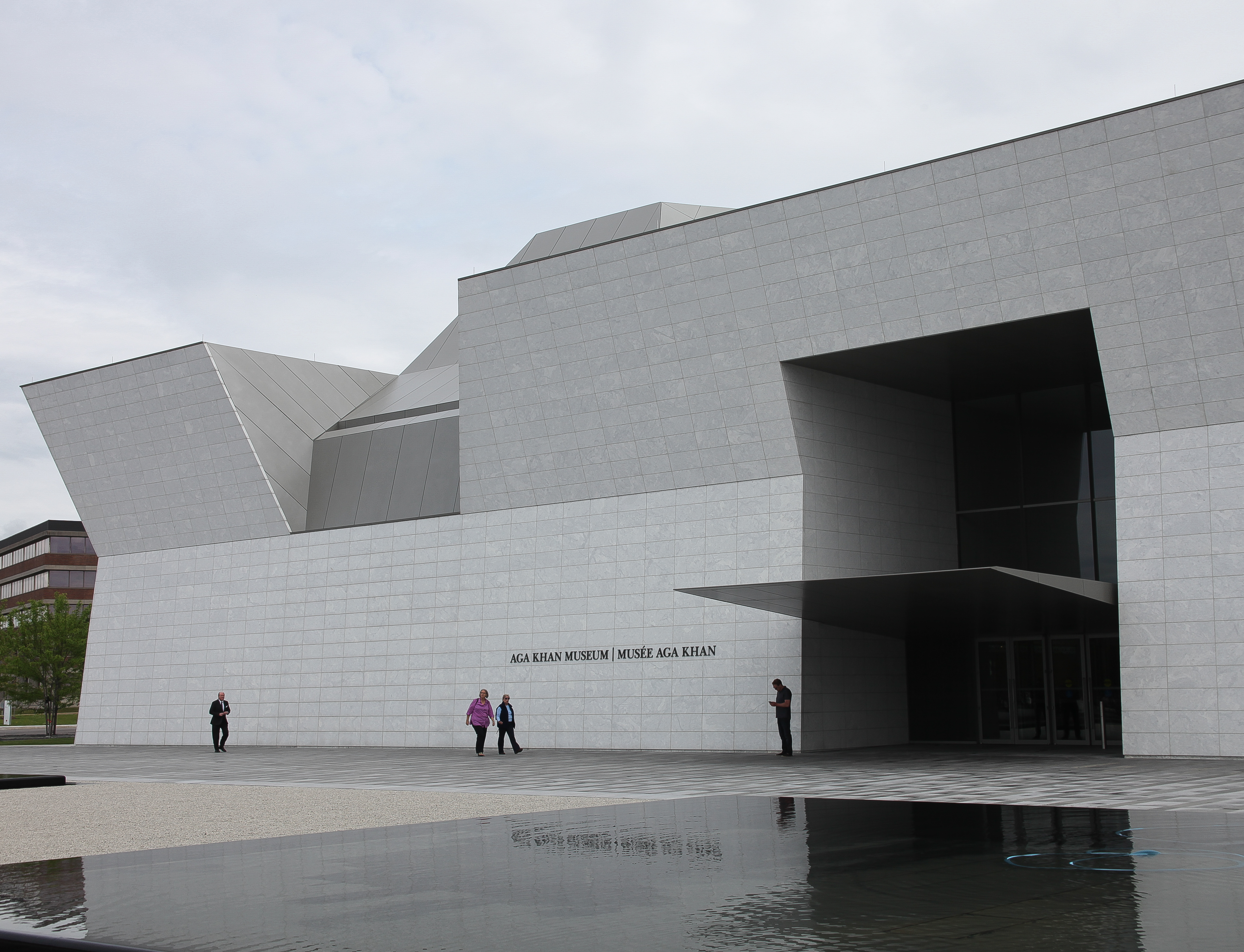
O edifício do museu foi projetado por Fumihiko Maki.

Em 1996, o Aga Khan comprou a propriedade 77 Wynford Drive à companhia Shell. Em 2002, comprou também a propriedade adjacente que era a antiga sede da sapataria Bata. A 8 de outubro de 2002, a Rede para o Desenvolvimento Aga Khan (AKDN) anunciou a criação do Museu Aga Khan, do Centro Ismaili e do Parque nesse local. Embora grupos ligados ao património quisessem preservá-lo, o edifício modernista da sapataria Bata foi demolido em 2007 para dar lugar ao novo projeto. A cerimónia de início da construção foi realizada pelo primeiro-ministro canadiano Stephen Harper e pelo Aga Khan a 28 de maio de 2010.
O museu foi projetado pelo vencedor do prémio Pritzker Fumihiko Maki. A estrutura de 10.000 metros quadrados está situada entre jardins, cercada por um grande parque (Aga Khan Park) projetado pelo arquiteto paisagista Vladimir Djurovic. O extenso lote é partilhado pelo novo Centro Ismaili projetado pelo arquiteto indiano Charles Correa. Maki, Djurovic e Correa trabalharam em colaboração com o gabinete de arquitetura Moriyama e Teshima, sediados em Toronto.
O museu foi inaugurado a 18 de setembro de 2014.

## Coleção

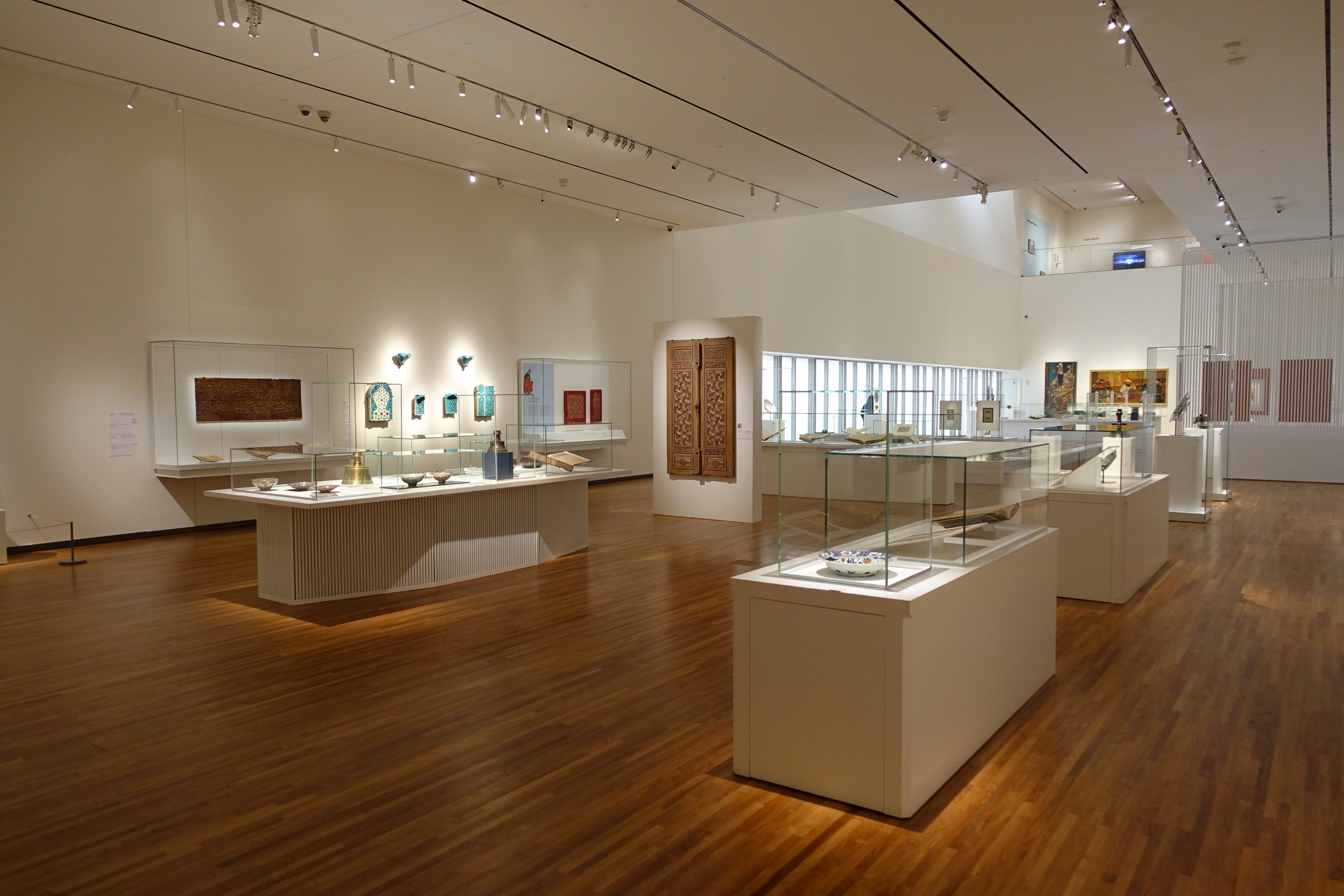
Obras da coleção expostas no museu.

O museu é dedicado à aquisição, preservação, exposição e interpretação de artefatos relativos às tradições intelectuais, culturais, artísticas e religiosas das comunidades muçulmanas, tanto passadas como presentes. Os artefatos incluem cerâmicas, trabalhos em metal e pinturas, cobrindo todos os períodos da história islâmica. Os manuscritos da coleção incluem a primeira edição do Qanun fi'l-Tibb ("O Cânone da Medicina") de Avicena, datada de 1052. Existe igualmente um programa musical de modo a expandir o conhecimento da música tradicional da Ásia e do mundo islâmico, assim como sua expressão contemporânea.
O museu é um repositório de materiais históricos relacionados com a comunidade ismaelita, bem como um centro de investigação no domínio de programas cumprem a sua missão institucional, proporcionando um espaço de intercâmbios permanentes entre os mundos islâmico e ocidental no que respeita a questões educativas, culturais e socioeconómicas.
A coleção, que compreende cerca de 1000 objetos, inclui excelentes exemplos de manuscritos do Alcorão, demonstrando a variedade de caligrafias, materiais e decorações que se desenvolveram no mundo muçulmano. Entre eles, um in-fólio norte-africano do século oitavo revela a mais antiga forma de caligrafia árabe, escrita em pergaminho. Uma página do famoso Alcorão Azul revela um exemplo de caligrafia árabe em ouro sobre pergaminho com tintura de anil. O Alcorão Azul é considerado um dos mais extraordinários manuscritos do Alcorão; as suas origens são do Norte da África, no século IX, e foi provavelmente criado para os califas fatímidas de Qayrawan.